# Amir Zargari
Amir Zargari (persisch زرگری مير; * 31. Juli 1980 in Chomein) ist ein ehemaliger iranischer Radrennfahrer.
Zargari konnte bei den Asienspielen bis 2006 insgesamt vier Medaillen im Bahnradsport gewinnen. Als 18-Jähriger wurde er 1998 Dritter im Punktefahren. 2002 wurde er mit der iranischen Mannschaft Zweiter in der Mannschaftsverfolgung. Diese Platzierung wiederholte er mit seiner Mannschaft bei den Asienspielen 2006, bei denen er sich auch gemeinsam mit Mahdi Sohrabi Bronze im Zweier-Mannschaftsfahren sicherte.
Auf der Straße gewann Zargari zahlreiche Rennen des internationalen Radsportkalenders, darunter 2010 und 2011 die Gesamtwertung der Tour de Singkarak. Bei nationalen Meisterschaften gewann er bis einschließlich 2016 sieben Medaillen im Straßenrennen und Zeitfahren. Er vertrat sein Land bei den Olympischen Sommerspielen 2004 in Athen und 2012 in Peking, konnte das Ziel des Straßenrennens aber jeweils nicht erreichen.

## Erfolge
| 1998 - Asienspiele – Punktefahren 1999 - eine Etappe Türkei-Rundfahrt 2002 - Asienspiele – Mannschaftsverfolgung 2005 - Iranische Meisterschaft – Zeitfahren - Iranische Meisterschaft – Straßenrennen 2006 - eine Etappe Tour of East Java - eine Etappe Azerbaïjan Tour - eine Etappe Kerman Tour - Asienspiele – Mannschaftsverfolgung - Asienspiele – Madison 2007 - eine Etappe Milad-e-Do-Nur-Tour 2008 - eine Etappe Kerman Tour | 2009 - Iranische Meisterschaft – Zeitfahren 2010 - Mannschaftszeitfahren Kerman Tour - eine Etappe Azerbaïjan Tour - zwei Etappen Tour de Singkarak 2011 - Gesamtwertung und zwei Etappen Tour de Singkarak 2012 - Iranische Meisterschaft – Straßenrennen 2013 - Iranische Meisterschaft – Zeitfahren - Iranische Meisterschaft – Straßenrennen 2014 - Gesamtwertung Tour de Singkarak - Iranische Meisterschaft – Zeitfahren 2015 - eine Etappe Tour de Singkarak |

## Teams
- 2005 Paykan
- 2007 Islamic Azad Univercity
- 2008 Islamic Azad Univercity
- 2009 Azad University Iran
- 2010 Azad University Iran
- 2011 Azad University
- 2012 AG2R La Mondiale
- 2013 Azad University Giant Team (bis 24. Juni)
- 2013 RTS-Santic Racing Team (ab 25. Juni)
- 2014 Pishgaman Yazd
- 2015 Pishgaman Giant Team
- 2016 Pishgaman Giant Team (bis 28. Mai)